# Umweltzentrum Dresden

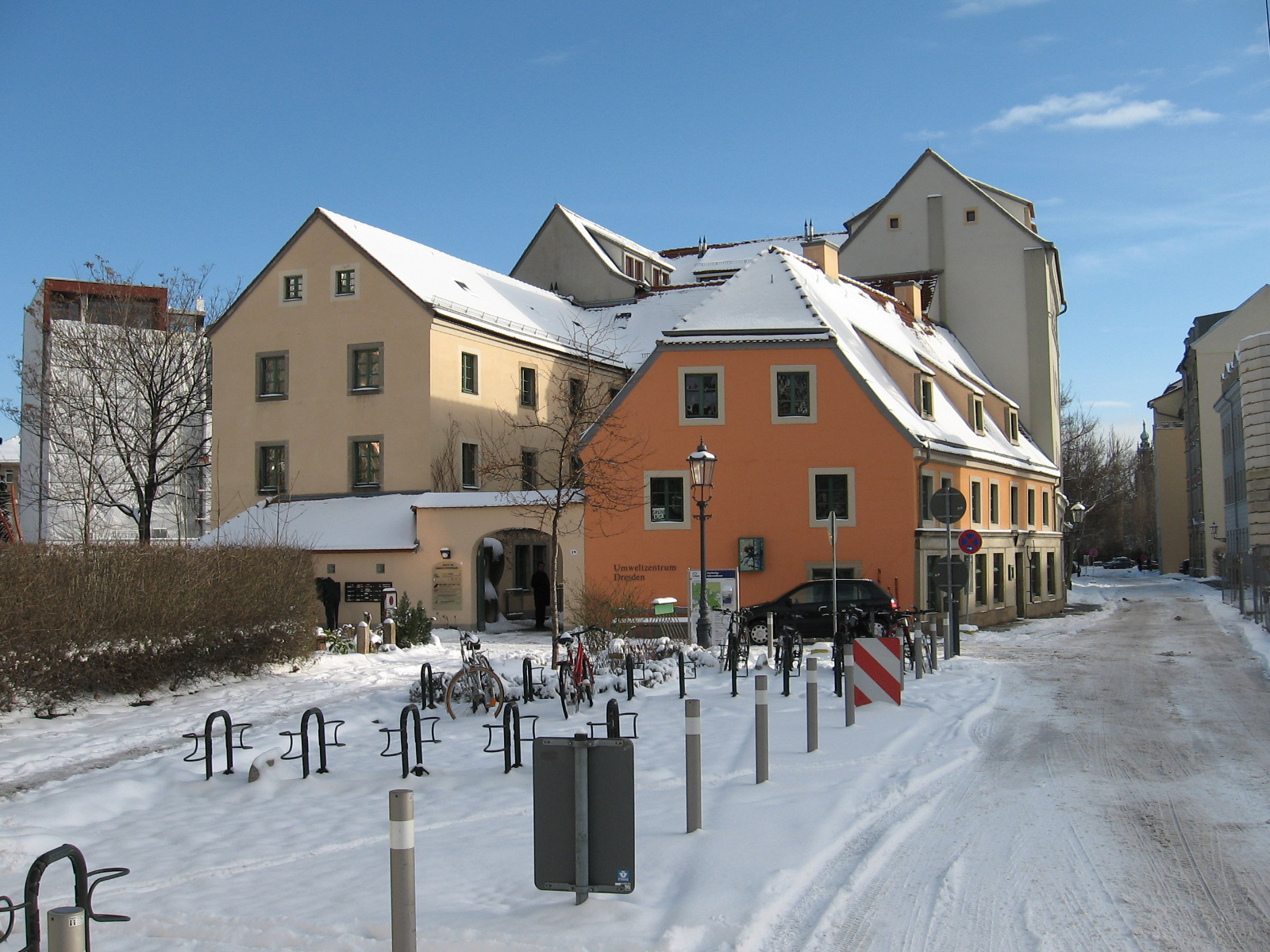
Gebäude des Umweltzentrums in der Dresdner Schützengasse

Das Umweltzentrum Dresden befindet sich in Dresden im Stadtteil Wilsdruffer Vorstadt und beherbergt seit 1994 zahlreiche Initiativen, Vereine und kleine Firmen.

## Allgemein
In dem Gebäude haben viele Umweltverbände und -gruppen ihren Sitz, wie beispielsweise die Grüne Liga Dresden/Oberes Elbtal. Aber auch weitere Vereine, Initiativen und kleine Unternehmen, die sich für Bildung, Soziales und umweltgerechte Produkte und Technologien einsetzen, sind im Haus tätig. Ebenfalls im Umweltzentrum zu finden, sind die Umweltbibliothek Dresden und die Gaststätte BrennNessel. Die Veranstaltungsräume des Hauses nutzen zahlreiche Gruppen für Vorträge, Diskussionen, Seminare oder Zusammenkünfte.
Der gemeinnützige Verein Umweltzentrum Dresden e. V. ist Träger des gleichnamigen Hauses. Er hat das Umweltzentrum aufgebaut, verwaltet das Gebäude und koordiniert die Zusammenarbeit im Haus. Der Verein betreibt die Umweltbibliothek im Umweltzentrum, die Wildvogelauffangstation in Dresden-Kaditz und eine Außenstelle in Dresden-Prohlis, das Umweltbildungshaus Alte Ziegelei. Außerdem bietet er ein vielfältiges Umweltbildungsprogramm für Kinder und Jugendliche an. Darüber hinaus engagiert sich der Verein seit seiner Gründung im Jahr 1990 mit eigenen Projekten für den Umweltschutz in der sächsischen Landeshauptstadt. Mehrfach initiierte der Verein Umweltzentrum Dresden e. V. Projekte zum internationalen Erfahrungsaustausch im Umweltbereich, beispielsweise in Zusammenarbeit mit Partnern aus Polen, Tschechien, der Ukraine und China.
Die Wildvogelauffangstation des Umweltzentrums befindet sich auf dem Gelände der Kläranlage Dresden-Kaditz. Jährlich werden hier bis zu 800 verletzte oder hilflose Wildvögel medizinisch versorgt, fach- und artgerecht gepflegt und untergebracht. Nach ihrer Genesung werden die Vögel zurück in die Natur entlassen. Die Station nimmt alle wildlebenden, einheimischen Vogelarten auf. Zu den Patienten gehören Eulen, Greifvögel, Störche und Spechte ebenso wie Tauben, Wasser- und Singvögel. Die Mitarbeiter der Station sind größtenteils ehrenamtlich tätig.
Im Juni 2013 kam als neue Außenstelle der Äußere Matthäusfriedhof in Dresden-Friedrichstadt hinzu.

## Geschichte
Ende 1989 gründeten engagierte Dresdner Bürger die Interessengemeinschaft Schützengasse zum Erhalt des barocken Gebäudeensembles Schützengasse 16–18, welches marode und vom Abriss bedroht war. Mit der Idee, an dieser Stelle ein ökologisches Zentrum zu schaffen, fand die Interessengemeinschaft im Jahr 1990 nicht nur Zustimmung unter den Bürgern, sondern auch beim Dresdner Stadtrat. In den Jahren 1993–1997 wurden die Gebäude ökologisch saniert. Unterstützt wurde die Sanierung des Umweltzentrums von der Stadt Dresden, dem Freistaat Sachsen und von der Deutschen Bundesstiftung Umwelt. Das Haus steht unter Denkmalschutz.

## Auszeichnungen
Im Jahr 2011 wurde das Umweltzentrum Dresden mit dem Sächsischen Umweltpreis ausgezeichnet. Den Preis erhielt das Umweltzentrum für die Arbeit der Wildvogelauffangstation.

## Vertretene Organisationen im Haus(Stand: Februar 2014)

### Vereine und Initiativen
- Baikalplan e. V.
- Entwicklungsforum Dresden e. V.
- Gesellschaft für Christlich-Jüdische Zusammenarbeit Dresden e. V.
- Grüne Liga Dresden/Oberes Elbtal e. V.
- Pro Bahn Landesverband Mitteldeutschland e. V.
- SUA gGmbH
- „Stadtlinde“ – Arbeitskreis Umweltlernen
- VEE Sachsen e. V. – Vereinigung zur Förderung der Nutzung Erneuerbarer Energien
- Verband der Wasserkraftwerksbetreiber Sachsen und Sachsen-Anhalt e. V.
- Verbrauchergemeinschaft für umweltgerecht erzeugte Produkte e. V.
- VG Verbrauchergemeinschaft für umweltgerecht erzeugte Produkte eG
- Verkehrsclub Deutschland e. V., VCD-Ortsgruppe Dresden
- Cambio e. V.
- Landesarbeitsgemeinschaft politisch-kulturelle Bildung Sachsen e. V.
- Deutscher Verband für Landschaftspflege e. V.
- Lokale Agenda 21 für Dresden e. V.
- Kulturloge Dresden e. V.
- Europe direct
- Europa-Union Sachsen
- Landesverband Nachhaltiges Sachsen e. V.

### Firmen und Berater
- Ludwig-Bölkow Systemtechnik GmbH, Büro Dresden
- ÖkoProjekt ElbeRaum GmbH
- Restaurant brennNessel
- teilAuto Carsharing
- VG Verbrauchergemeinschaft für umweltgerecht erzeugte Produkte eG[1]
- Energiegenossenschaft Neue Energien Ostsachsen eG

### Umweltbildner
- Grüne Liga Dresden/Oberes Elbtal e. V., Projekt Streuobstwiesen
- SUA gGmbH
- „Stadtlinde“ – Arbeitskreis Umweltlernen